# Kwagga Smith
Albertus Stephanus Smith, noto anche con lo pseudonimo di Kwagga (Lydenburg, 11 giugno 1993), è un rugbista a 15 sudafricano, che gioca come terza linea ala nel Blue Revs.
Due volte campione del mondo a XV, è anche bronzo olimpico nel Seven.

## Biografia
Nato da Marie e Willie Smith, passa gran parte della sua infanzia nella fattoria dei nonni, il soprannome Kwagga (in italiano zebra) gli viene attribuito da suo fratello maggiore. Frequenta le superiori all'HTS Middelburg Read, dove gioca per la squadra di rugby a 15 giovanile.
Cresce nelle giovanili dei Pumas dove gioca per la squadra under 18 tra il 2010 e il 2011. Nel 2012 passa alle giovanili dei Golden Lions, dove gioca per l'under 19 e l'under 21. Dal 2014 al 2017 gioca la Currie Cup con i Golden Lions. Vince l'edizione 2015 del trofeo, nel quale i Lions battono in finale Western Province per 34 a 24. Dal 2015 al 2019 gioca nella franchigia dei Lions in Super Rugby. Con la squadra di Johannesburg raggiunge tre volte la finale del campionato nel 2016 nel 2017 e nel 2018, senza riuscire a vincere la competizione. Nel 2018 in luglio passa allo Yamaha Júbilo, club di Top League della città di Iwata.
A livello internazionale nel 2016 partecipa al torneo olimpico di rugby a 7 di Rio de Janeiro con la nazionale di rugby a 7 sudafricana. Dopo aver chiuso il girone eliminatorio con Francia, Australia e Spagna al primo posto, la nazionale sudafricana verrà eliminata dalla Gran Bretagna in semifinale con il risultato di 7-9, ma vincerà la finale per il bronzo contro i padroni di casa del Giappone per 54-14.
Nel 2018 viene convocato per la prima volta con la nazionale di rugby a 15 del Sud Africa nel test match di Washington con il Galles, nel quale gli Springboks vengono sconfitti per 11-20. Nel 2019 vince il mondiale giapponese, totalizzando due presenze nella fase a gironi contro Namibia e Canada. Nel 2023 in Francia si riconferma campione del mondo con la nazionale, giocando tutte le partite da subentrato ed essendo decisivo nella fase ad eliminazione diretta, nei match con la Francia e con l'Inghilterra.

## Palmarès

### Rugby a 15
- Coppe del mondo: 2
Sudafrica: 2019, 2023

### Rugby a 7
- Bronzo olimpico: 1
Sudafrica: 2016